# Порівняння архітектур систем команд

## Фактори

### Біти
Архітектура ЕОМ часто описується як n-бітова архітектура, де n найчастіше дорівнює 8, 16, 32, 64 і так далі, що фактично є сильним спрощенням. У архітектури ЕОМ часто є декілька більш-менш «природних» розмірів даних в наборі команд, але їх впровадження апаратними засобами може сильно відрізнятися. У багатьох архітектур є системи команд, що впливають на зменшення і/або збільшення удвічі розміру відповідних процесорів головного операційного автомата. Прикладами є Intel 8080, Zilog Z80, Motorola 68000, а також багато інших. На цьому типі реалізації удвічі ширший розмір операції, як правило, також займає удвічі більшу кількість тактів (що не є типовим для високоефективної реалізації). На 68000, наприклад, це означає, що замість 4 тиків годинника, їх було б 8. Цей чип може бути описаний як 32-бітова архітектура з 16-бітовою реалізацією. Зовнішня ширина шини даних часто не допомагає визначити ширину архітектури; NS32008, NS32016 та NS32032 є також 32-бітовими чипами з різними зовнішніми шинами даних. NS32764 мав 64-бітову шину, але використав 32-бітові регістри.
Ширина адресної шини в різних випадках може або відрізнятися від ширини шини даних, або бути такою ж. У ранніх 32-бітових мікропроцесорів часто була 24-бітова адресна шина, як це була, наприклад, у процесорах IBM System/360.

### Операнди
Число операндів - один з факторів, які можуть повідомити про виконання набору команд. Архітектура з трьома операндами дозволить
```
A: = B + C

```

бути вичисленим в одній інструкції.
Архітектура з двома операндами дозволить
```
 A: = A + B

```

бути вичисленим в одній інструкції, таким чином, дві системи команд повинні бути виконані, щоб моделювати єдину інструкцію з трьома операндами
```
A: = B
A: = A + C

```

### Порядок байтів
Архітектура може використовувати порядок байтів "від старшого до молодшого" (англ. big - endian, дослівно: "тупокінцевий") або "від молодшого до старшого" (англ. little - endian, дослівно: "загострений"), так само може використати як обидва, так і бути налаштованою, щоб використовувати окремо кожен з них. При порядку від молодшого до старшого запис розпочинається з молодшого байта і закінчується старшим. Цей порядок запису прийнятий в пам'яті персональних комп'ютерів з x86-процесорами, у зв'язку з чим іноді його називають інтеловським порядком байтів (по назві фірми-творця архітектури x86). В протилежність до порядку "від старшого до молодшого", little-endian підтримують менше кросс-платформенних протоколів і форматів даних; істотними виключеннями є: USB, конфігурація PCI, таблиця розділів GUID, рекомендації FidoNet. Багато процесорів можуть працювати і в порядку від молодшого до старшого, і в зворотному (bi-endian), наприклад, ARM, PowerPC.

## Набори команд
Кожен процесор має набір регістрів, які містять поточний стан процесора. Звичайне число регістрів є степенем числа два, наприклад, 8, 16, 32. В деяких випадках зашитий до нуля псевдорегістр, включений як "частина" файлів регістра архітектури, головним чином щоб спростити способи індексації. Ця таблиця тільки рахує ціле число "регістрів", які вживаються загальним набором команд у будь-який момент. Архітектура завжди включає регістри спеціального призначення, такі як покажчик програми (PC).
Слід зауважити, що у деякої архітектури, такої як SPARC, є вікна регістра; для цієї архітектури кількість нижче вказує, скільки регістрів доступні у вікні регістра. Крім того, неспроектовані регістри для перейменування регістра не пораховані.

Також варто відмітити, що загальний тип архітектури "завантаження-зберігання" є синонімом для "Регістра Регістра", вказаного в таблиці нижче і  означає відсутність інструкцій доступу до пам'яті окрім спеціального - завантаження до регістра(ів) - і збереження з регістра(ів) - за можливими виключеннями атомних операцій по пам'яті для блокування. 
Таблиця нижче порівнює основну інформацію про набори команд, які будуть здійснені в архітектурі центрального процесора:
| Архітектура                              | Біти                  | Версія          | Запроваджена | Макс. число Операндів        | Тип                                 | Дизайн | Процесори                                                                              | Кодування команд                                                                                                  | Обчислення переходу                                                                              | Порядок байтів  | Розширення                                                                       | Відкрита  | Безкоштовна |
| ---------------------------------------- | --------------------- | --------------- | ------------ | ---------------------------- | ----------------------------------- | ------ | -------------------------------------------------------------------------------------- | --- | ------------------------------------------------------------------------------------------------ | --------------- | -------------------------------------------------------------------------------- | --------- | ----------- |
| Alpha                                    | 64                    |                 | 1992         | 3                            | Register Register                   | RISC   | 32 (Включно "0")                                                                       | Фіксоване (32-bit)                                                                                                | Condition register                                                                               | Bi              | MVI, BWX, FIX, CIX                                                               | Ні        | Невідомий   |
| ARM                                      | 32/16                 | ARMv7 та новіші | 1983         | 3                            | Register Register                   | RISC   | 7 in 16-bit thumb mode, 15 in 32-bit                                                   | Фіксоване (32-bit), Thumb: Фіксоване (16-bit), Thumb-2: Змінне (16- and 32-bit)                                   | Condition code                                                                                   | Bi              | NEON, Jazelle, VFP, TrustZone, LPAE                                              | Невідомий | Ні          |
| ARMv8-A                                  | 64/32                 | ARMv8-A         | 2011         | 3                            | Register Register                   | RISC   | 31                                                                                     | Фіксоване (32-bit). In ARMv7 compatibility mode: Thumb: Фіксована (16-bit), Thumb-2: Змінна (16- and 32-bit), A64 | Condition code                                                                                   | Bi              | None (all extensions of ARMv7 are non-optional)                                  | Невідомий | Ні          |
| AVR                                      | 8                     |                 | 1997         | 2                            | Register Register                   | RISC   | 32 (16 on "reduced architecture")                                                      | Змінне (mostly 16-bit, four instructions are 32-bit)                                                              | Condition register, skip conditioned on an I/O or general purpose register bit, compare and skip | Little          |                                                                                  | Невідомий | Невідомий   |
| AVR32                                    | 32                    | Rev 2           | 2006         | 2–3                          |                                     | RISC   | 15                                                                                     | Змінне |                                                                                                  | Big             | Java Virtual Machine                                                             | Невідомий | Невідомий   |
| Blackfin                                 | 32                    |                 | 2000         |                              |                                     | RISC   | 8                                                                                      | |                                                                                                  | Little          |                                                                                  | Невідомий | Невідомий   |
| Crusoe                                   | 32                    |                 | 2000         | 1                            | Register Register                   | VLIW   | 1 in native push stack mode 6 in x86 emulation, 12 integer + 48 shadow in virtual stat | Змінне (64- or 128-bit)                                                                                           | Condition code                                                                                   | Little          |                                                                                  |           |             |
| DLX                                      | 32                    |                 | 1990         | 3                            |                                     | RISC   | 32                                                                                     | Фіксоване (32-bit)                                                                                                |                                                                                                  | Big             |                                                                                  | Невідомий | Невідомий   |
| eSi-RISC                                 | 16/32                 |                 | 2009         | 3                            | Register Register                   | RISC   | 8–72                                                                                   | Змінне (16- or 32-bit)                                                                                            | Compare and branch and condition register                                                        | Bi              | User-defined instructions                                                        | Ні        | Ні          |
| Itanium (IA-64)                          | 64                    |                 | 2001         |                              | Register Register                   | EPIC   | 128                                                                                    | | Condition register                                                                               | Bi (selectable) | Intel Virtualization Technology                                                  | Ні        | Ні          |
| M32R                                     | 32                    |                 | 1997         |                              |                                     | RISC   | 16                                                                                     | Фіксоване (16- or 32-bit)                                                                                         |                                                                                                  | Bi              |                                                                                  | Невідомий | Невідомий   |
| Motorola 68k                             | 32                    |                 | 1979         | 2                            | Register Memory                     | CISC   | 8 data and 8 address                                                                   | Змінне | Condition register                                                                               | Big             |                                                                                  | Невідомий | Невідомий   |
| Mico32                                   | 32                    |                 | 2006         | 3                            | Register Register                   | RISC   | 32                                                                                     | Фіксоване (32-bit)                                                                                                | Compare and branch                                                                               | Big             | User-defined instructions                                                        | Так       | Так         |
| MIPS                                     | 64 (32→64)            | 5               | 1981         | 1–3                          | Register Register                   | RISC   | 4–32 (Включно: "0")                                                                    | Фіксоване (32-bit)                                                                                                | Condition register                                                                               | Bi              | MDMX, MIPS-3D                                                                    | Невідомий | Ні          |
| MMIX                                     | 64                    |                 | 1999         | 3                            | Register Register                   | RISC   | 256                                                                                    | Фіксоване (32-bit)                                                                                                |                                                                                                  | Big             |                                                                                  | Так       | Так         |
| 6502                                     | 8                     |                 | 1975         | 1                            | Register Memory                     | CISC   | 1                                                                                      | Змінне (8- to 32-bit)                                                                                             | Condition register                                                                               | Little          |                                                                                  |           |             |
| 65k                                      | 64 (8→64)             |                 | 2006?        | 1                            | Memory Memory[джерело?]             | CISC   | 1                                                                                      | Змінне (8-bit to 256 bytes)                                                                                       | Compare and branch[джерело?]                                                                     | Little          |                                                                                  |           |             |
| 8051                                     | 32 (8→32)             |                 | 1977?        | 1                            | Register Register                   | CISC   | 32 in 4-bit, 16 in 8-bit, 8 in 16-bit, 4 in 32-bit                                     | Змінне (8-bit to 128 bytes)                                                                                       | Compare and branch                                                                               | Little          |                                                                                  |           |             |
| NS320xx                                  | 32                    |                 | 1982         | 5                            | Memory Memory                       | CISC   | 8                                                                                      | Змінний алгоритм Хаффмана                                                                                         | Condition code                                                                                   | Little          | BitBlt instructions                                                              | Невідомий | Невідомий   |
| OpenRISC                                 | 32, 64                |                 | 2010         | 3                            | Register Register                   | RISC   | 16 or 32                                                                               | Фіксоване |                                                                                                  |                 |                                                                                  | Так       | Так         |
| PA-RISC (HP/PA)                          | 64 (32→64)            | 2.0             | 1986         | 3                            | Register Register                   | RISC   | 32                                                                                     | Фіксоване (32-bit)                                                                                                | Compare and branch                                                                               | Big → Bi        | Multimedia Acceleration eXtensions (MAX), MAX-2                                  | Ні        | Невідомий   |
| PowerPC                                  | 32/64 (32→64)         | 2.07            | 1991         | 3                            | Register Register                   | RISC   | 32                                                                                     | Фіксоване (32-bit), Variable                                                                                      | Condition code                                                                                   | Big/Bi          | AltiVec, APU, VSX, Cell                                                          | Так       | Ні          |
| Rx                                       | 64/32/16              |                 | 2000         | 3                            | Memory Memory                       | CISC   | 4 integer + 4 address                                                                  | Змінне | Compare and branch                                                                               | Little          |                                                                                  | Невідомий | Ні          |
| RISC-V                                   | 32, 64, 128           |                 | 2010         |                              | Register Register                   | RISC   | 32 (Включно: "0")                                                                      | Змінне | Compare and branch                                                                               | Little          |                                                                                  | Так       | Так         |
| S+core                                   | 16/32                 |                 | 2005         |                              |                                     | RISC   |                                                                                        | |                                                                                                  | Little          |                                                                                  | Невідомий | Невідомий   |
| SPARC                                    | 64 (32→64)            | OSA2015         | 1985         | 3                            | Register Register                   | RISC   | 32 (Включно: "0")                                                                      | Фіксоване (32-bit)                                                                                                | Condition code                                                                                   | Big → Bi        | VIS 1.0, 2.0, 3.0, 4.0                                                           | Так       | Так         |
| SuperH (SH)                              | 32                    |                 | 1990-ті      | 2                            | Register Register / Register Memory | RISC   | 16                                                                                     | Фіксоване (16- or 32-bit), Variable                                                                               | Condition code (single bit)                                                                      | Bi              |                                                                                  | Невідомий | Невідомий   |
| System/360 / System/370 / z/Architecture | 64 (32→64)            | 3               | 1964         |                              | Register Memory / Memory Memory     | CISC   | 16                                                                                     | Змінне | Condition code                                                                                   | Big             |                                                                                  | Невідомий | Невідомий   |
| Transputer                               | 32 (4→64)             |                 | 1987         | 1                            | Stack machine                       | MISC   | 0                                                                                      | Змінне (8 ~ 120 bytes)                                                                                            | Compare and branch                                                                               | Little          |                                                                                  |           |             |
| VAX                                      | 32                    |                 | 1977         | 6                            | Memory Memory                       | CISC   | 16                                                                                     | Змінне | Compare and branch                                                                               | Little          | VAX Vector Architecture                                                          | Невідомий | Невідомий   |
| x86                                      | 16, 32, 64 (16→32→64) |                 | 1978         | 2 (integer) 3 (AVX-512 only) | Register Memory                     | CISC   | 8 in 16/32-bit, 16 in 64-bit                                                           | Змінне | Condition code                                                                                   | Little          | x87, IA-32, MMX, 3DNow!, SSE, SSE2, PAE, x86-64, SSE3, SSE4, SSE5, AVX, AES, FMA | Ні        | Ні          |
| Z80                                      | 8                     |                 | 1976         | 2                            | Register Memory                     | CISC   | 8                                                                                      | Змінне (8 to 32 bits)                                                                                             | Condition register                                                                               | Little          |                                                                                  |           |             |
| Архітектура                              | Біти                  | Версія          | Запроваджена | Макс. число Операндів        | Тип                                 | Дизайн | Процесори                                                                              | Кодування команд                                                                                                  | Обчислення переходу                                                                              | Порядок байтів  | Розширення                                                                       | Відкрита  | Безкоштовна |